# Az élet két útja

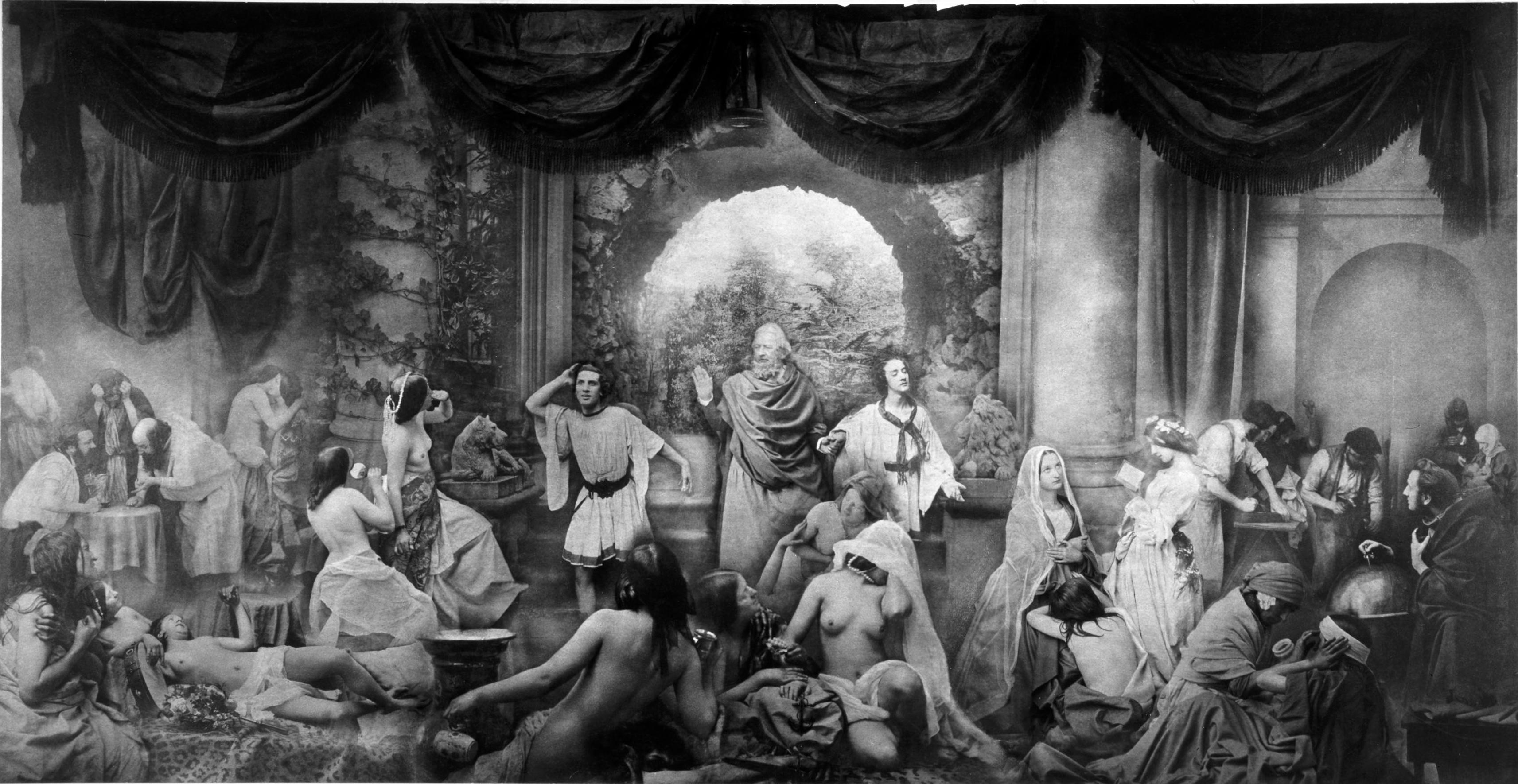
Oscar Gustave Rejlander: Az élet két útja (1857)

Az élet két útja (Two ways of Life) Oscar Gustave Rejlander alkotása, melyet Henry Peach Robinson A haldokló búcsúja (1858) című fotójával egyetemben a 19. század leghíresebb kompozit fotográfiájaként tartanak számon.

## Története
A felvétel három központi alakja az apa és két fia. A két fiú elérve a felnőttkor választás előtt áll, hogy milyen úton haladnak tovább az életben. Egyikük a tudást és a bölcsességet, míg másikuk a jövő helyett a jelen örömeit a kéjt és a bűnt választja. Az apa az erkölcstelenebb utat választó fiára emeli óvó tekintetét. A fotográfiát Raffaello monumentális festménye, Az athéni iskola (1509) ihlette. Rejlandernek a nagyméretű, 41 x 79 cm-es mű elkészítéséhez nagy műteremre és rengeteg fényre lett volna szüksége, hogy az általa elképzelt kompozíciót egyetlen fényképen örökítse meg. A technikai nehézséget úgy hidalta át, hogy nem egy hanem 32 fényképből alkotta meg végső felvételét. Az egyes felvételek elkészítéséhez színészeket és prostituáltakat bérelt fel, hogy álljanak modellt neki. A fotózás és az elkészült képek összeállítása, Rejlander saját elmondása szerint, mintegy hat hetet vett igénybe.

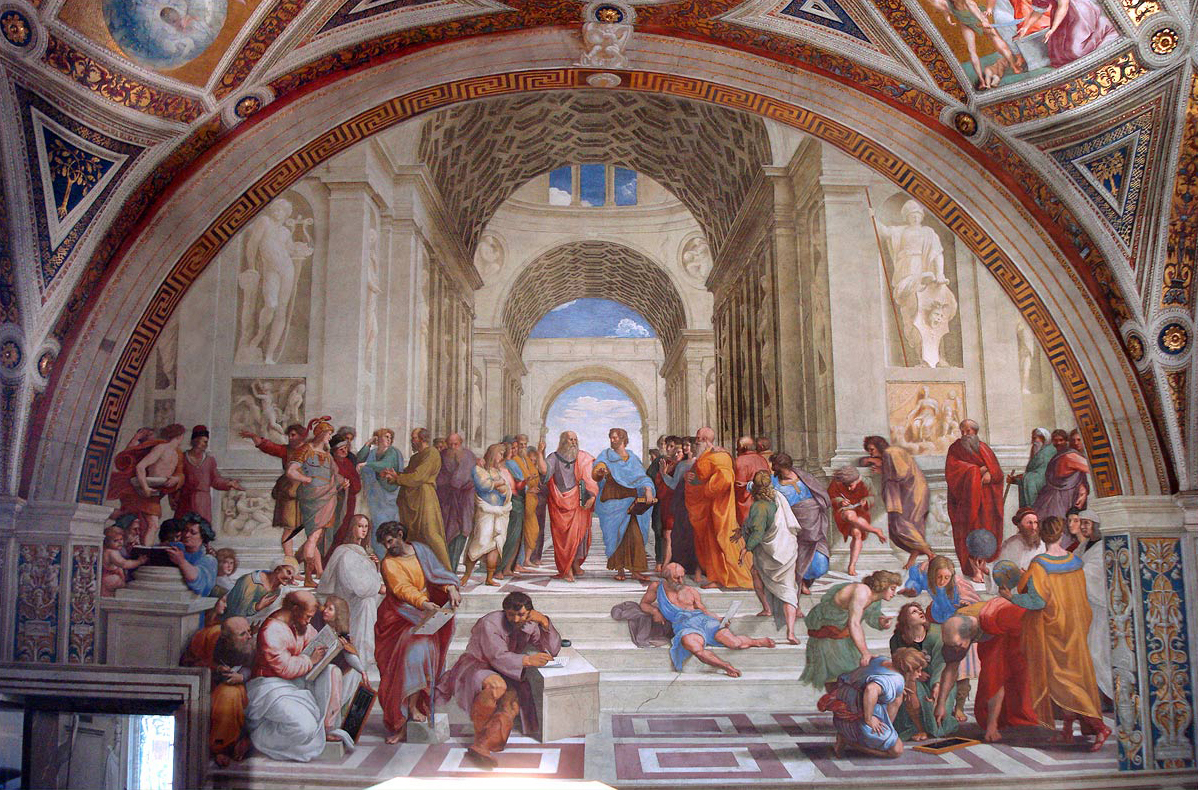
Az ihletadó festmény: Raffaello Athéni iskolája (1509)

A felvételt Rejlander 1857-ben a Manchester Art Treasures kiállításra készítette. Az alkotás a bemutatót követően heves reakciókat váltott ki. Többen bírálták a művészt azért, hogy egy összeállított fotót tár a nyilvánosság elé, melyet semmiképpen sem tudtak önálló művészi alkotásnak tekintetni. Mások az ábrázolt meztelenséget kifogásolták, annak ellenére is, hogy a kiállításon nem ez volt az egyetlen aktkép. Az élet két útját erkölcstelennek tartották. A Scottish Society 1858-ban – a meztelen alakokra tekintettel – csak úgy volt hajlandó kiállítani a képet, hogy a bal felét függönnyel takarták el. Voltak azonban rajongói is a felvételnek, akik korszakalkotónak tartották Rejlander művét. A Photography Notes 1857. évi áprilisi számában az egyik kritikus így jellemezte a képet „csodálatos [...] egyértelműen kategóriája legjobb fotográfiája”. A negatív reakciók miatt maga a művész is bekapcsolódott a képpel kapcsolatos diskurzusba. „...felvenni a versenyt a külföldi művészekkel, kiállni a próbát munkáink szembesítésekor. [...] bebizonyítani a képzőművészeknek, hogy a fényképeket segítségként használhatják fel alkotótevékenységükben. [...] Úgy vélem, nincs messze az az idő, amikor a valódi művészet és a fényképészet kéz a kézben jár majd [...] Nem hiszem, hogy elégedetlennek kellene mutatkoznom, sőt büszkének érzem magam” – nyilatkozott Rejlander arról, hogy mi ösztönözte képének megalkotására.

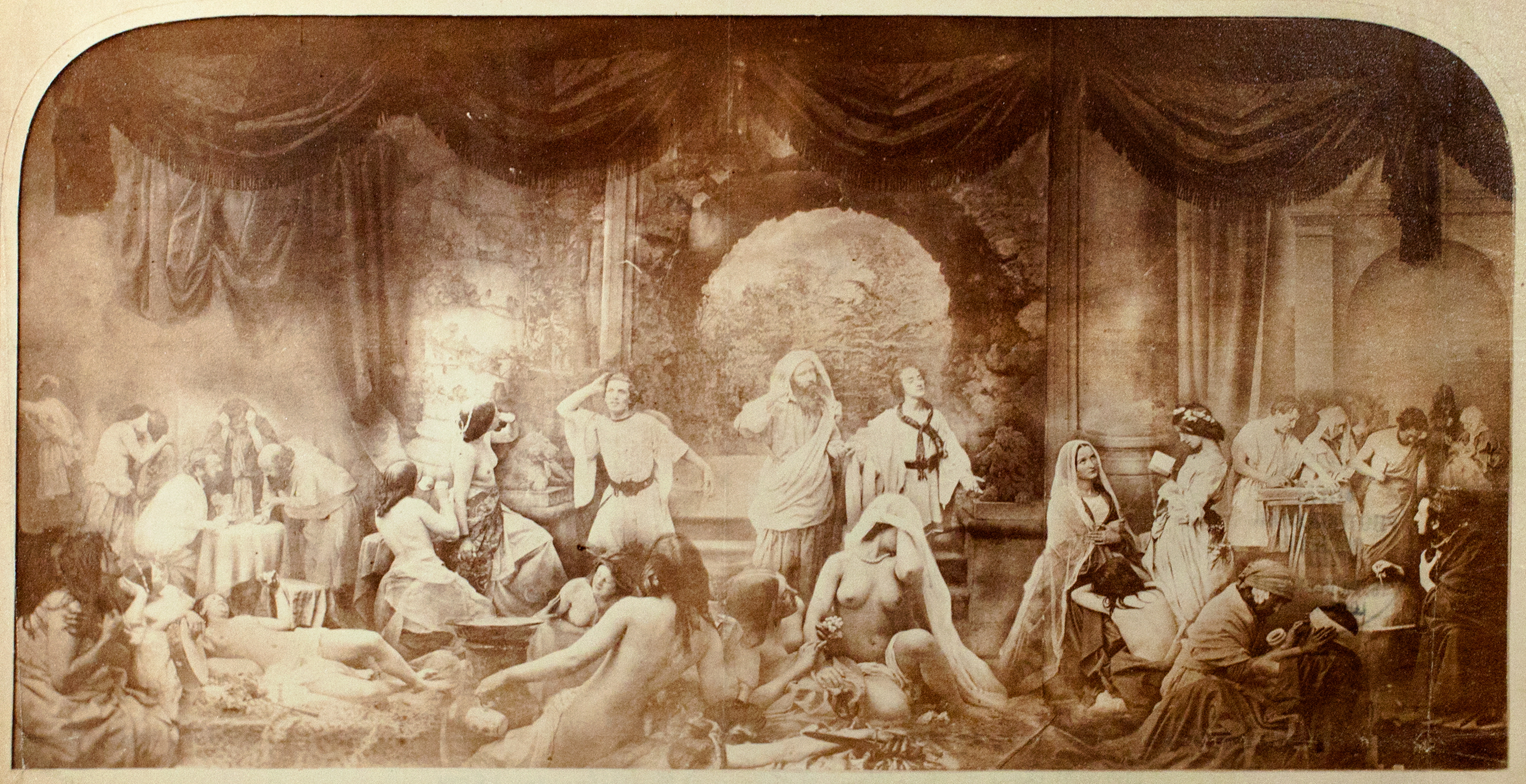
Az élet két útja másik változata

Rejlander Az élet két útjának két változatát készítette el. A kevéssé ismert másik felvételen az apa a tudást és a bölcsességet választó fia felé fordul. Elképzelhető, hogy Rejlander a negatív reakciók miatt készítette el ezt a változatot.
A Az élet két útjából öt példány készült. Egyet Viktória brit királynő vett meg, később ezt a fotót odaajándékozta férjének, Albert hercegnek. A többi példány a Birmingham Photogarphy Society, Sir David Brewster skót fizikus és egy streathami férfi tulajdonába került. Az utolsó példány tulajdonosáról nincs információ. Mára az eredeti mű egyetlen példánya maradt fenn, mely – a Royal Photography Society jóvoltából – a rochesteri George Eastman House gyűjteményében található.